# ジェマ・アータートン
ジェマ・クリスティーナ・アータートン（Gemma Christina Arterton, 1986年2月2日 - ）は、イギリスの女優。

## 来歴

### 生い立ち
イングランド・ケント州グレーブゼント出身。父親は溶接工、母親は清掃員。多指症で両手に指が6本ずつあったが、手術で切断した。1989年生まれの妹（ハンナ・ジェーン）がいる。補助金でロンドンの王立演劇学校で学ぶ。

### キャリア
2007年に演劇学校在学中にテレビ映画『Capturing Mary』でデビューし、卒業前に『恋の骨折り損』で舞台デビューした。また、同年公開の『聖トリニアンズ女学院』でケリー・ジョーンズ役をシエナ・ミラーとオーディションで争い、ジェマがケリー役を勝ち取り、映画デビューした。
2008年公開の『007 慰めの報酬』で約1500人の中からボンドガールのストロベリー・フィールズ役に選ばれた。
フィールズがホテルのベッドで丸裸で全身重油漬けにされ溺死して横たわっているシーンは、『007 ゴールドフィンガー』でシャーリー・イートン演じるジル・マスターソンが、同じくホテルのベッドで、裸で全身に金粉を塗られて殺されるシーンが元になっている。なお、ジェマは後に出演を後悔していることを明かした。
2010年公開のディズニー映画『プリンス・オブ・ペルシャ/時間の砂』ではヒロインを演じる。2013年『ヘンゼル & グレーテル』(日本未公開)において、主役の一人グレーテルを演じた。

### 私生活
2007年には特殊効果技術者のジョン・ノーランと交際。2008年後半まではスペイン人のスタントマン、エドワルド・ムニョスと交際し、ムニョスをイギリスに連れて来て、お互いが相手の言葉を学ぶため、英語とスペイン語の教師を雇うほどだった が、半年でアータートンの側から交際する時間がないという理由で破局。2010年6月5日、イギリスのアパレル企業に勤めるイタリア人であるステファノ・カテッリとスペイン・アンダルシアで結婚式を挙げた。2009年、ダウンロード・フェスティバルでプロポーズされたという。カテッリとは2012年11月に別居後、2015年に正式に離婚した。
左耳の裏側に天使の羽根のタトゥーを入れている。チャールトン・アスレティックFCのファンである。

## 著書

### 寄稿
- Feminists Don't Wear Pink (and other lies): Amazing women on what the F-word means to them, (2018年) Penguin. ISBN 978-0241357187

## 主な出演作品

### 映画
| 公開年 | 邦題 原題                                                             | 役名                     | 備考                             | 吹き替え                                                                     |
| ------ | --------------------------------------------------------------------- | ------------------------ | -------------------------------- | ---------------------------------------------------------------------------- |
| 2007   | Capturing Mary                                                        | リザ                     | テレビ映画                       | N/A                                                                          |
| 2007   | 聖トリニアンズ女学院 St Trinian's                                     | ケリー・ジョーンズ       |                                  |                                                                              |
| 2008   | Three and Out                                                         | フランキー・キャシディ   |                                  | N/A                                                                          |
| 2008   | ロックンローラ RocknRolla                                             | ジューン                 |                                  |                                                                              |
| 2008   | 007/慰めの報酬 Quantum of Solace                                      | ストロベリー・フィールズ |                                  | 冠野智美（ソフト版） 加藤優子（キングレコード版） 根谷美智子（BSジャパン版） |
| 2009   | パイレーツ・ロック The Boat That Rocked                               | デジー                   |                                  |                                                                              |
| 2009   | 聖トリニアンズ女学院2 St. Trinian's II: The Legend of Fritton's Gold  | ケリー・ジョーンズ       |                                  |                                                                              |
| 2010   | タイタンの戦い Clash of the Titans                                    | イーオー                 |                                  | 甲斐田裕子（劇場公開版） 本田貴子（テレビ朝日版）                            |
| 2010   | アリス・クリードの失踪 The Disappearance of Alice Creed               | アリス・クリード         |                                  | 朴璐美                                                                       |
| 2010   | プリンス・オブ・ペルシャ/時間の砂 Prince of Persia: The Sands of Time | タミーナ王女             |                                  | 坂本真綾                                                                     |
| 2010   | Tamara Drewe                                                          | タマラ・ドリュー         |                                  | N/A                                                                          |
| 2012   | ヘンゼル & グレーテル Hansel and Gretel: Witch Hunters                | グレーテル               |                                  | 甲斐田裕子                                                                   |
| 2012   | アンコール!! Song for Marion                                          | エリザベス               |                                  | 清水理沙                                                                     |
| 2012   | ビザンチウム Byzantium                                                | クララ                   |                                  | 合田絵利                                                                     |
| 2014   | ボヴァリー夫人とパン屋 Gemma Bovery                                   | ジェマ・ボヴァリー       |                                  |                                                                              |
| 2014   | ランナーランナー Runner Runner                                        | レベッカ・シャフラン     |                                  | 櫻井智（プレシディオ/ハピネット版） 三石琴乃（20世紀フォックス版）           |
| 2014   | ハッピーボイス・キラー The Voices                                     | フィオナ                 |                                  | 本田貴子                                                                     |
| 2016   | 消されたスキャンダル 100 Streets                                      | エミリー                 | 日本劇場未公開                   | 根谷美智子                                                                   |
| 2016   | ディストピア パンドラの少女 The Girl with All the Gifts               | ヘレン                   | 主演                             | 甲斐田裕子                                                                   |
| 2016   | 人生はシネマティック! Their Finest                                    | カルティン・コール       | 主演                             | 小松由佳                                                                     |
| 2017   | パリへの逃避行 The Escape                                             | タラ                     | 主演 日本劇場未公開、WOWOWで放映 |                                                                              |
| 2019   | マーダー・ミステリー Murder Mystery                                   | グレース・バラード       | Netflixオリジナル映画            | 甲斐田裕子                                                                   |
| 2019   | スタードッグ&ターボキャット StarDog and TurboCat                      | キャシディ               | 声の出演                         | 野首南帆子                                                                   |
| 2019   | ビルド・ア・ガール How to Build a Girl                                | マリア・フォン・トラップ |                                  | （吹き替え版なし）                                                           |
| 2021   | キングスマン:ファースト・エージェント The King's Man                  | ポリー                   |                                  | 園崎未恵                                                                     |
| 2022   | 天才ねこモーリスとゆかいな仲間たち The Amazing Maurice                | Peaches                  | 声の出演                         | TBA                                                                          |
| 2022   | Rogue Agent                                                           | Alice Archer             |                                  | N/A                                                                          |
| 2023   | The Critic                                                            | Nina Land                |                                  | N/A                                                                          |
| 2025   | Grand Prix of Europe                                                  | Edda                     | 声の出演                         |                                                                              |

### テレビ
| 放送年 | 邦題 原題                                           | 役名                   | 備考                  | 吹き替え   |
| ------ | --------------------------------------------------- | ---------------------- | --------------------- | ---------- |
| 2008   | ジェイン・オースティンに恋して Lost in Austen       | エリザベス・ベネット   |                       |            |
| 2008   | テス Tess of the d'Urbervilles                      | テス・ダービフィールド |                       |            |
| 2018   | ウォーターシップ・ダウンのうさぎたち Watership Down | クローバー             | ミニシリーズ 声の出演 | 樋口あかり |